# Kotten
Kotten is een buurtschap in de gemeente Winterswijk, in de Achterhoek, in de Nederlandse provincie Gelderland. Kotten heeft een oppervlakte van ruim 13 km² en telde op 1 januari 2023 635 inwoners. Het heeft weliswaar een kleine dorpskern, maar de plaats is formeel een buurtschap. Het postadres is "Winterswijk Kotten": in 1994 is de gemeente Winterswijk overgestapt van wijknummering naar straatnamen en huisnummers. Tot die tijd werden huizen in Kotten aangewezen met de letter "H", gevolgd door een uniek nummer. Boerderijen dragen vaak nog de traditionele familienaam.

## Ligging
Kotten is ten oosten gelegen van Winterswijk. Tussen Kotten en Winterswijk ligt nog de buurtschap Brinkheurne. Kotten ligt tegen de grens met Duitsland, direct over de grens ligt het Duitse dorp Oeding, een "ortsteil" van Südlohn. Met dit dorp was er in de loop der geschiedenis veel verkeer, zowel gewone handel, smokkel en vermenging. Veel familienamen zijn daarom te vinden aan beide zijden van de grens. In 1928 werden nabij de Duitse grens tijdens archeologisch onderzoek door medewerkers van het Rijksmuseum van Oudheden, tweeduizend jaar oude hutkommen, aardewerk en urnen van het Proto-Saksische type aangetroffen.

## Tweede Wereldoorlog
Tijdens de Tweede Wereldoorlog waren er tankvallen en een grenswachtbataljon in Kotten gevestigd. In het najaar van 1939 meldden bewoners van de naastgelegen buurtschap Woold dat er meerdere vliegtuigen gesignaleerd waren die zich nogal verdacht gedroegen. Het politieonderzoek dat volgde leverde niets op, maar het waren meer dan waarschijnlijk verkenningstoestellen van de Luftwaffe, die na hun verkenning weer waren teruggekeerd naar hun basis. Ze hadden waarschijnlijk ook de tankvallen en de grenswachtbataljon verkend.

## Natuur
In de buurt van Kotten liggen aan de grens met Duitsland, de Italiaansche meren, volgelopen leemputten, die hun naam te danken hebben aan de blauwgroene kleur van het water. Nabij Kotten passeert de Borkense baan, de voormalige treinverbinding tussen het Nederlandse Winterswijk en het Duitse Borken, de grens. Het gebied van de voormalige Borkense baan vormt een ecologische verbindingszone tussen meerdere kleinschalige natuurgebieden.

## School
Kotten is ook voorzien van een school: Openbare Basisschool Kotten. De school werd gebouwd in 1933, en is sindsdien in gebruik. Naast de school is ook gelijk een huis gebouwd, dat zou worden bewoond door de hoofden van de school. Ook in 1911 stond er al een school, op de plek waar nu de plaatselijke kapper staat. Daar was de heer G.J. Meinen (Vernoemd naar de gelegen straat: Meester Meinenweg) de directeur van. Toen de bouw in 1933 af was, ging G.J. Meinen ook daar verder als directeur. Dat was alleen van korte duur, hij overleed in 1934 op 54-jarige leeftijd. De heer Boxem volgde hem op. Maar ook hij stierf al vroeg: in 1936. De school kent tot op heden ongeveer 100 leerlingen.

## Verenigingen
- Muziek: harmonieorkest Concordia
- Gymnastiek: KGV (Kottense Gymnastiek Vereniging)
- Motor- en autosport: KACC (Kottense AutoCross Club)
- Schietsport: SVK (SchietVereniging Kotten)
- Voetbal: Sportclub Kotten (nu FC Trias)
- Toneel: TOEP (Tot Ontspanning En Plezier)
- Zang: GKK (Gemengd Koor Kotten)
- Fiets: F.T.C. Kotten

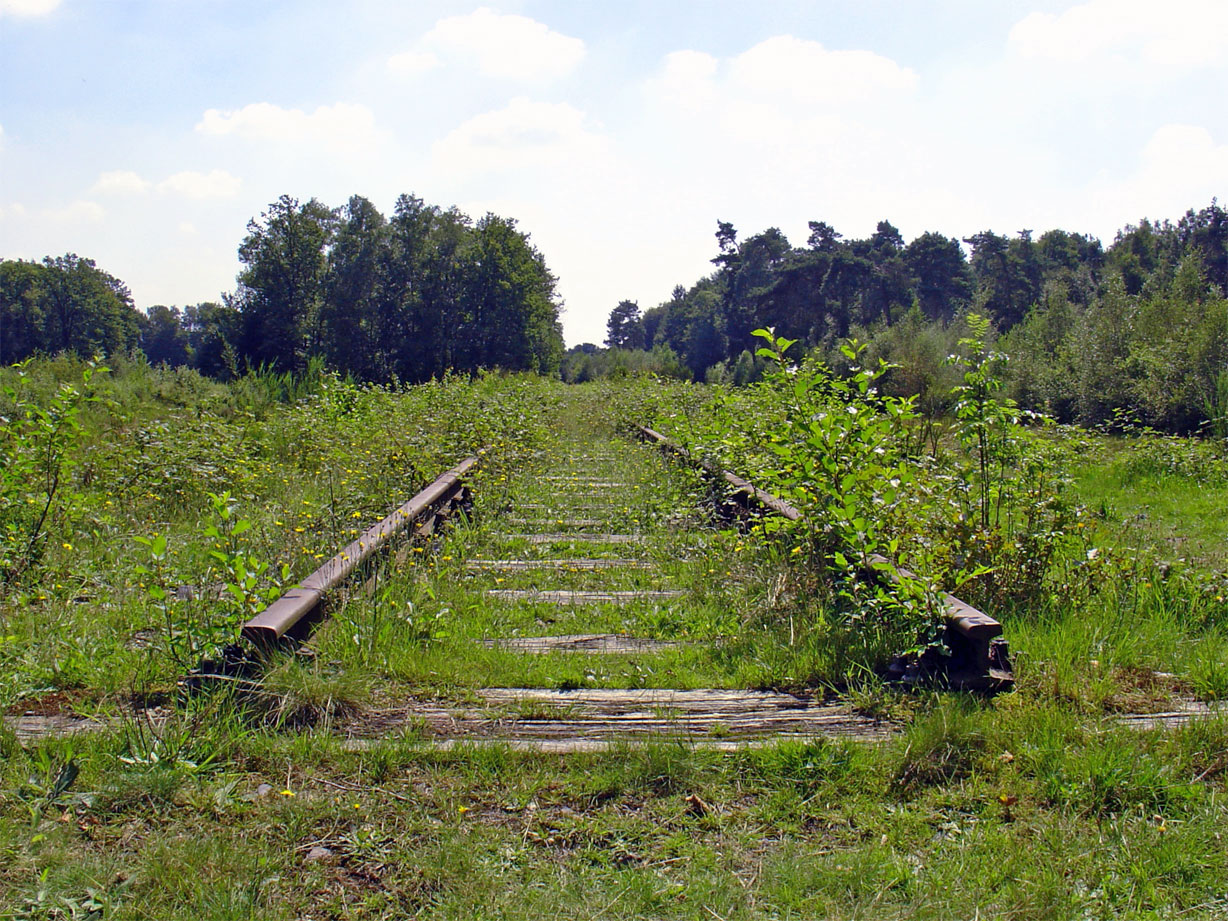
De Borkense baan
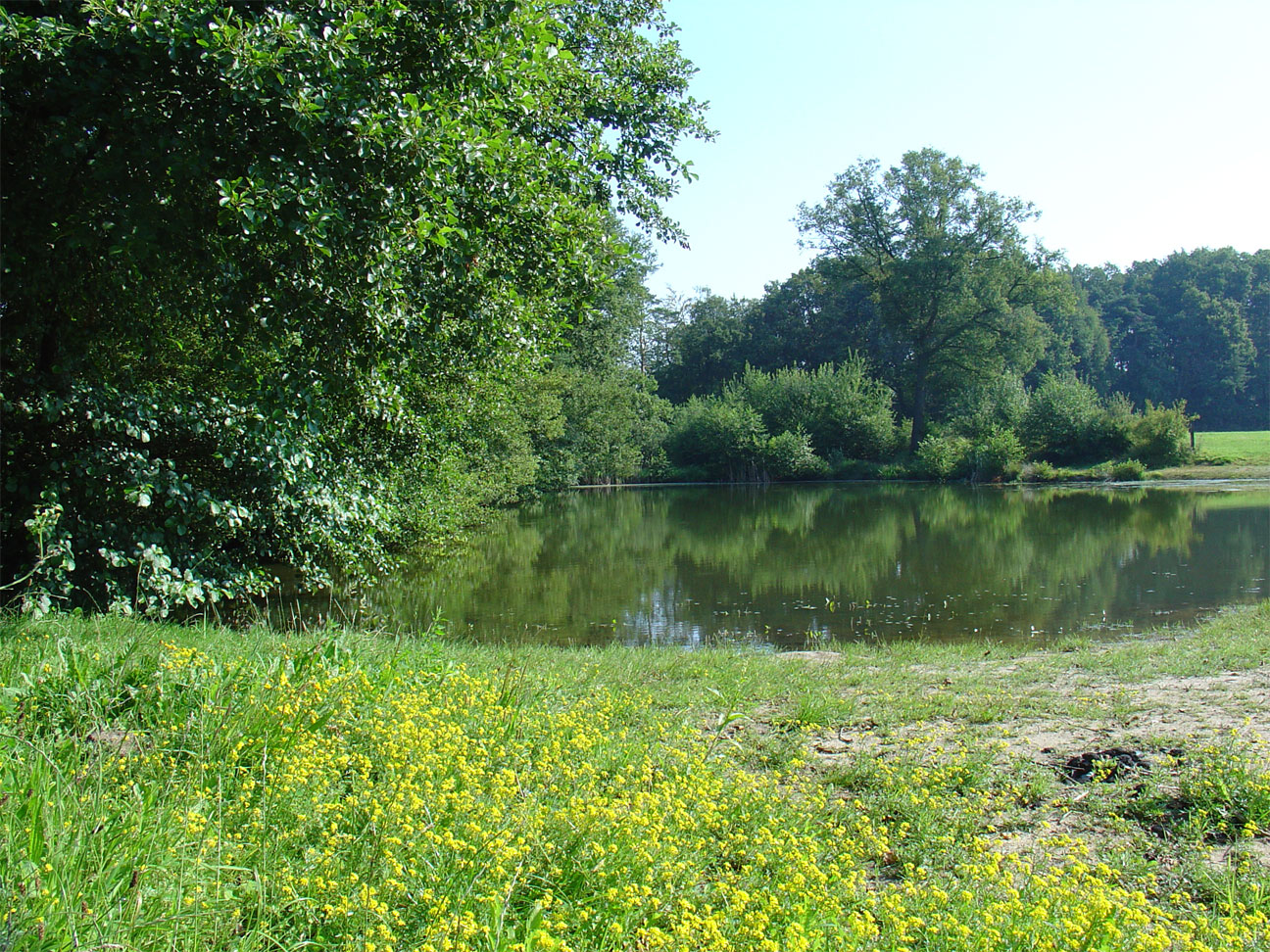
De Italiaansche meren